# 동교역
동교역(東交驛)은 중앙선의 신호장이었다.
현재 양원역에 그 기능을 모두 넘겨준 채 폐역되었다. 흔히 '인창역'으로 부르는 경우가 많고, 지도에도 대부분 그렇게 나와 있지만, 이는 지역명과의 혼동으로 인한 잘못된 이름이다.

## 역사
- 1977년 3월 1일: 신호장으로 영업 개시[1]
- 1995년 8월 10일: 유인신호장으로 승격[2]
- 2004년: 중앙선 이설로 역 기능 상실, 양원역으로 신호장 임시 이전
- 2005년 12월 15일: 폐지

## 역명 유래
동교역의 교(交)자는 서로 반대 방향에서 오던 열차가 만나서 다른 열차를 피해, 반대쪽으로 간다는 교행(交行)에서 따온 것으로, 단선 철도에서의 교행 역할을 하는 신호장에 이러한 역명을 붙였다. 이러한 식으로 역명이 정해진 역에는 동교역 외에도 유교역, 금교역, 창교역, 연교역이 있었으나 2021년 1월 5일 전부 폐역 되었다